# Gabriel Lundberg
Gabriel Ifeanyi "Iffe" Lundberg, né le 4 décembre 1994 à Copenhague au Danemark, est un joueur dano-nigerian de basket-ball évoluant au poste d'arrière voire de meneur.

## Biographie
Le 12 mars 2022, il signe un contrat two-way en faveur des Suns de Phoenix.
En juin 2024, Iffe Lundberg s'engage avec le KK Partizan Belgrade, club serbe évoluant en Euroligue.

## Palmarès
- Vainqueur de la Ligue adriatique 2025
- Champion de Serbie 2025